# Фудбалски савез Румуније
Фудбалски савез Румуније (рум. Federația Română de Fotbal, ФРФ) је највиша фудбалска организација Румуније, која руководи развојем фудбалског спорта, организовањем такмичења у земљи и води бригу о фудбалским репрезентацијама Румуније. Седиште савеза је у Букурешту, а тренутни председник савеза је Разван Бурлеану.

## Историја
Први фудбалски савез Румуније је основан октобра 1909. године као АСАР (Asociaţiunea Societăţilor Atletice din România - Удружење атлетских друштава Румуније). Чланом Светске фудбалске федерације ФИФА постао је 1923, а Европске фудбалске уније УЕФА 1954. године.

## Такмичења
Фудбалска лигашка такмичења на нивоу Румуније организована су на следећи начин:
Мушкарци
- Прва лига Румуније (Liga I – 18 клубова)
- Друга лига Румуније (Liga a II-a – 2 групе са по 16 клубова)
- Трећа лига Румуније (Liga a III-a – 6 група са по 16 клубова)
- Четврта лига Румуније (Liga a IV-a – 42 групе)
- Фудбалске лиге млађих категорија

Жене
- Прва женска лига (10 клубова)

Куп такмичења
- Фудбалски куп Румуније за мушкарце
- Фудбалски куп Румуније за жене
- Суперкуп Румуније

## Статистика
Комплетна активност бављена фудбалским спортом на територији ФС Румуније се обавља са укупно:
- регистрованих Фудбалских клубова 2.832
- регистрованих играча 108.620
- нерегистрованих играча: 925.700